# París-Roubaix 1995
La 93.ª París-Roubaix se celebró el 9 de abril de 1995 y fue ganada por el italiano Franco Ballerini, que llegó en solitario con casi 2 minutos de ventaja respecto a sus perseguidores. La prueba constó de 270 km llegando el ganador en un tiempo de 6h 27' 08".

## Clasificación final
| Posición | Ciclista           | Equipo                       | Tiempo      |
| -------- | ------------------ | ---------------------------- | ----------- |
| 1.       | Franco Ballerini   | Mapei-GB                     | 6h 27' 08’’ |
| 2.       | Andrei Tchmil      | Lotto-Isoglass               | + 1' 56"    |
| 3.       | Johan Museeuw      | Mapei-GB                     | m.t.        |
| 4.       | Viatcheslav Ekimov | Novell                       | m.t.        |
| 5.       | Johan Capiot       | Refin-Cantina Tollo          | m.t.        |
| 6.       | Eric Vanderaerden  | Brescialat-Fago              | + 2' 00"    |
| 7.       | Fabio Baldato      | MG Boys Maglificio-Technogym | m.t.        |
| 8.       | Frédéric Moncassin | Novell                       | m.t.        |
| 9.       | Rolf Aldag         | Team Deutsche Telekom        | m.t.        |
| 10.      | Gianluca Bortolami | Mapei-GB                     | m.t.        |